# 2019冠狀病毒病澳門疫情相關反應與影響 (2022年)
2019冠狀病毒病澳門疫情相關反應與影響 (2022年)，介紹在2022年期間2019冠狀病毒病澳門疫情中，在各國家或地區對澳門和澳門本地對應疫情政府不同部門和社會上所作出的反應和影響。

## 2022年4月
4月7日，社會文化司歐陽瑜司長、社會文化司司長辦公室何鈺珊主任、體育局潘永權局長、衛生局羅奕龍局長等一行視察位於澳門東亞運動會體育館、運動員培訓及集訓中心設置的大型感染社區治療中心（方艙醫院）的各項準備工作，並聽取衛生局人員介紹和匯報，社文司司長在聽取匯報及參觀了相關設施後，提出了多項指導意見，務求此一系列的準備工作更為周密。 在應變協調中心例行新聞發佈會上，就記者關注《澳門特別行政區應對大規模疫情應急處置預案（第一版）》的內容，衛生局疾病預防及控制中心傳染病防控處處長梁亦好表示，有關預案是在總結兩年抗疫經驗，聽取各方面包括部門和社會意見，及參考不同地方的抗疫經驗，按澳門自身情況而編製。自於流動疫苗接種車的跟進安排，衛生局於4月2日至4日期間共為183名居住在青洲社屋附近的市民接種疫苗，當中包括行動不便、長期臥床或65歲以上的人士。未來為提供便利的疫苗接種服務，疫苗接種車將停泊澳門不同區域，屆時會透過新聞稿或通報予不同區域的社團，讓公眾及時獲知接種車的停泊地區。防疫檢測、藥物和出示相關報告方面，澳門各檢測機構所用的檢測系統都符合內地核酸檢測指引要求，可檢測到最低的病毒量，甚至更靈敏(即可檢測到更低的病毒量)。當前有10名輸入性無症狀感染者仍在住院中，臨床上未有處方治新冠病毒藥物，部份病人則有處方中藥治療。就近日有2名無症狀感染者沒按要求出示疫苗接種證明或陰性核檢報告便登機來澳的事件，她表示，衛生局已即時將有關事宜通知民航局，民航局已要求有關航空公司於兩周內提交報告。就輕症和無症狀患者攜帶病毒量及傳染力的問題，她表示，根據過往澳門接觸到的病例個案發現，無症狀感染者在被檢測時病毒量並非一定會低，而已完成初種疫苗的患者有時病毒量會很高但會很快降低，即攜帶病毒時間較未接種疫苗患者短。關於外籍家傭何時可來澳工作方面，由於大部份外籍家傭均來自疫情高發區，加上長者和小童的疫苗接種率卻相對偏低，因此必須要確保這兩個人群的疫苗覆蓋率足夠高；而當前本澳這兩個群體的接種率尚未足夠，最起碼應達9成才足夠；此外，亦要考慮本澳有否足夠醫學觀察酒店供外籍家傭作醫學觀察。珠澳寬關方面，當局指將視乎珠海連續7天沒新增本土感染個案將會有限度放寬核酸檢測證明有效期。同時，衛生局亦會持續與核酸檢測機構商討降低檢測價格事宜，現正審議多家檢測機構的核酸採樣和檢測服務的申請，期望可推動更多的醫療機構提供檢測服務，進一步提升澳門的核酸檢測能力，並引入競爭進一步降低檢測價格。
4月10日，應變協調中心宣佈因廣州市出現新一輪聚集性疫情，並預計疫情比2021年5月爆發的疫情更加嚴峻，中心宣佈因應有關疫情，由廣東省入境的人士，將維持須出示採樣日後24小時內核酸檢測陰性證明的措施。未持有上述證明的非澳門居民可被拒絕入境，澳門居民則須立即接受檢測；而離境人士則維持須出示7天內核酸檢測陰性證明的要求。
4月13日，應變協調中心宣佈接珠海市通知，於當天凌晨5時起對相關封控區、管控區解封，包括香洲區九洲大道西2029號鉑爾曼酒店（封控區）；富華里北街、白石路、白合街的圍合區域（管控區）。教青局經諮詢衛生部門意見，教青局宣佈居住在上述區域的本澳高等院校和非高等教育學校的學生和教職員，於4月13日進行核酸檢測且持陰性結果後，自4月14日起可恢復面授教學安排。
4月14日，在應變協調中心例行新聞發佈會上，衛生局傳染病防控處處長梁亦好表示將推出菲律賓籍家務工作外僱來澳工作，亦將放寬對外國籍教學人員、教育機構管理人員，以及外國籍大學生的入境限制。計劃中規定申請目的為照顧老人、3歲或以下及患病人士，由勞工局向治安警察局提供合資格僱主名單； 照顧對象和其3歲以上同住者已完成接種至少2劑2019冠狀病毒病疫苗；外僱符合由外國入境時疫苗接種要求，即至少接種2劑2019冠狀病毒病疫苗滿14天，如第2劑已超過7個月，則須接種第3劑。被問到開放菲藉之原因是因為菲籍人士可提供的較完整的疫苗接種證明。而相對地教職人員的引入是基於公共利益作考量，為填補澳門所缺乏的師資，且引入的數量亦會較外僱數少。另外，有傳媒關注到會否再開放更多國籍人士入境澳門時，梁亦好又稱，政府會因應是次先導計劃對本地的影響，再研判開放其他國籍或其他需求之人士入境澳門。 對於澳門健康碼運作情況，中心指根據監測數據，發現近日市民通過掃瞄場所二維碼申請健康碼的人次數較以往有所下降，從過往每日約68萬人次下降至近日每日約55萬人次。當局呼籲，市民要多使用場所二維碼，方便政府部門在疫情期間提高流行病學檢查效率。
4月21日，在新型冠狀病毒感染應變協調中心每周例行記者會中，衛生局代表宣佈全澳的疫苗接種率為87.3%。就回應近日有關連花清瘟膠囊的質疑，指該藥物已獲国家药品监督管理局的許可，安全性及有效性已獲確認。另外同時宣佈抗病毒藥連花清瘟膠囊已獲藥物監督管理局批准進口及上市；衛生局與跨部門計劃於同年5月上旬舉行室內方艙醫院的跨部門演習。對於「菲律賓籍家務工作外國籍外僱豁免入境限制先導計劃」的申請詳情，當局已協調多個政府部門作準備，期望最早於4月25日開放申請，但由於系統正在構建，最終的計劃推出時間會再公佈。 另外教育及青年發展局代表於記者會上宣佈於2022年7月開始，參與暑期活動及該局轄下中心興趣班的人士及活動章程規定的陪同人士，須在首次活動前出示已完成COVID-19疫苗初種系列全程接種達14天的證明或每次活動前出示7天內自費核酸檢測結果陰性證明。至於學界比賽參加者防疫具體安排將於同年9月前公佈。
4月27日，澳門特區政府於澳門東亞運動會體育館的室內方艙醫院臨時場地舉行祇對大規模疫情應急處置預案宣講會，邀請澳門本地社團、學校、醫務界負責人和義工參與。其中社會文化司司長歐陽瑜在致辭中表示借鑒鄰近地區抗疫經驗，設計了各個階段的應對方案，在配合預案過程上提前作出部署和人員培訓以應對大規模疫情。衛生局局長羅奕龍致辭時表示目前全澳疫苗接種率為87.6%，足3歲人士的接種率為9成。而長者疫苗接種率由今年 (2022年) 1月的50%，提升至現時的72%，他稱升幅明顯。 又提到如澳門出現疫情，會分三階段開展管控措施。交通運送專責小組正籌備1個定點、定時、定對象的交通方式，將會有特別改裝的巴士和的士，接載有需要的人士到指定地點。當局並將構建應急藥品售賣登記系統，確保市面上有足夠藥物供應。教青局局長龔志明表示倘若疫情嚴重，大部分居民需要家居隔離時，每間學校要制定停課時在家學習預案。如出現疫情須進行全民核酸可能需要在1天內完成，需要增加學校作為核檢站，以及更多教育界人士參與，當局會舉辦相關培訓。社工局局長韓衛介紹網格化及大規模自我隔離管理措施，假若澳門有超過5,000人感染確診屆時將實行家居隔離，以往會封控位於紅黃碼區內的大廈，日後網格化管控後，紅黃碼區外的周圍會再設立需要控制的區域，居民出入會受限，只能在指定時間出門買生活物資，冀在疫情期間各團體對有需要人士協助大廈單位之間建立溝通渠道。所有院舍將實行閉環管理，院舍亦要做好人力資源預案。
4月28日，在應變協調中心例行新聞發佈會上，對於有傳媒關注外傭先導計劃最新情況，衛生局傳染病防控處處長梁亦好表示，截至目前共收到四宗個案申請，其中三個個案獲批，有一個案因為家傭藍卡過期，不能獲批。獲批人士從下周一開始可以申請醫學觀察酒店，隨後按照時間出發來澳。至於有關外地僱員在隔離期間的薪酬問題，勞工事務局准照及技術支援處處長黎家澧表示，根據《傳染病防治法》，患者不幸感染該病以及按照《傳染病防治法》規定被隔離的話，便屬於合理缺勤僱員不能提供工作，故僱主沒有支付報酬的義務，但不排除勞資雙方會有更優的協議。 在記者會上更宣佈有限度放寛表演文娛場地入座率達上限75%。至於操作方面，衛生局傳染病防控處處長梁亦好表示，不同形式活動處理方式不同，有活動主辦按照場地以及活動制定操作指引。但若要符合1米的社交距離，室內的最高入座率需控制在一般可容納人數的50%或以下。 對於由5月8日0時後入境，並因外國、香港特別行政區、台灣地區及在入境時已由感染公布的內地風險地區入境而須接受醫學觀察的人士，在任何醫學觀察酒店接受醫學觀察期間的核酸檢測實施用者自付，每人每次收費250元。中心同日公佈澳門籍全日制學生將獲半價優惠，相關優惠是由外判核檢機構提供，目前所知是所有地區返澳的學生都可享受，至於是否為全日制或其他資助條件將由教青局負責審核，具體措施及收費詳情稍後統一公布。其中從外國、香況和台灣返澳人士核檢需達八次，內地就需要五次。 教育及青年發展局於同日晚上宣佈室內舉行的學界比賽將重新開放觀眾入場，觀眾入境時須主動出示已完成毒疫苗初種系列的全程接種（滅活或信使核糖核酸疫苗初種系列的全程接種為兩劑）達14天（澳門健康碼上顯示「金框」圖示）或出示48小時內核酸檢測陰性證明，所有入場人士在場內須全程佩戴口罩，注意個人衛生，嚴格遵守防疫指引。當天卫生局成立中医抗疫小组并举行第一次会议。
文化局亦於4月28日公佈自5月1日起所主辦之全新售票演出及放映活動，將有限度放寛室內可容納人數上限為75%，活動期間所有人士（包括工作人員、表演者、參加者、觀眾等）進場時須主動出示完成疫苗初種系列的全程接種（滅活或信使核糖核酸疫苗初種系列的全程接種為兩劑）達14天（澳門健康碼上顯示「金框」圖示）或出示48小時內核酸檢測陰性證明，觀眾在場內須全程佩戴口罩，注意個人衛生，嚴格遵守防疫指引。上述措施僅適用於文化局自5月1日起所主辦之全新售票演出活動，已開售節目將維持原有容納人數上限安排。

## 2022年5月
5月5日，應變協調中心召開例行記者會，其中包括公佈由5月9日起實施第二階段有關菲律賓家務工作外僱豁免入境限制先導計劃，擴大適用的照顧對象，包括照顧兒童由原本的 3 歲或以下，擴大到 12歲以下，亦即可覆蓋到小學階段；原本的“患病人士”擴大為“患病人士和殘疾人士”；長者方面，則維持為65歲或以上。直至5月5日共收到6份申請，其中1份不符合條件，5份符合條件。5份符合條件中，其中3份已獲批，2份須補交資料。考慮到暑假臨近即將有大批學生由海外返澳接受醫學觀察，需要優先平衡澳門居民入住隔離酒店需求，若酒店房供應充足才再因應疫情風險考慮開放其他人士入境。關於疫情下對具特殊照顧需要人士的支援，衛生局疾病預防及控制中心傳染病防控處處長梁亦好表示建議所有具特殊照顧需要人士的家庭成員儘快完成第三劑接種，減少出現重現重症或死亡風險；另外，基於具特殊照顧需要人士對親友較信任，以及親友較熟悉具特殊照顧需要之人士，故由親友照顧最適合，建議事前與親友協商，以便需要時代為照顧。當局會為隔離人士提供醫療、用藥、心理及其他生活支援，並安排專業人員於隔離設施照顧感染者。至於香港傳真社報道「安心出行」應用程式有內置人臉識別模組，衛生部門澄清澳門健康碼應用程式上沒有任何內置人臉識別模組。關於mRNA兒童劑型疫苗，衛生局預計將於5月中到貨，但當中可能受到航班安排而有所調整。旅遊局代表另公佈5月8日起醫學觀察酒店的最新安排，因應香港疫情出現緩和但同時台灣疫情出現升溫，其中皇庭海景酒店用作一般指定醫學觀察酒店，供由香港特別行政區來澳的澳門居民或外地僱員作醫學觀察；鷺環海天度假酒店用作一般自選醫學觀察酒店，供由香港特別行政區來澳人士作自費醫學觀察；至於金寶來酒店用作專門指定醫學觀察酒店，供由外國(包括來自菲律賓的外僱)、台灣來澳的澳門居民及外僱作醫學觀察；麗景灣藝術酒店作為專門自選醫學觀察酒店供由外國(不包括來自菲律賓的外僱)和台灣地區來澳人士作醫學觀察。
5月12日，在應變協調中心例行記者會上，公佈調整香港抵澳入境人士的防疫措施，由5月16日0時起，所有由香港特別行政區來澳人士（包括由外國或台灣地區到香港特別行政區，並已在香港特別行政區逗留 7 天人士)，結束 14 天醫學觀察後的防疫措施，由現時7 天自我健康管理調整為 7 天自我健康監測。有關措施適用於由香港特別行政區進入澳門並正在接受醫學觀察及自我健康管理的人士。自我健康監測期間，健康碼為綠碼，但未經目的地當局的同意不得經澳門特別行政區往中國內地，且須在自我健康監測的第2、4、6天接受新冠病毒核酸檢測及遵守其他防疫措施。若在指定日期不接受檢測，健康碼會被鎖定為黃碼直至取得一次核酸檢測陰性結果。另外，從中國大陸中高風險地區返澳人士無需預訂醫學觀察酒店，原因是相關地區清單和防疫措施時有變動，因此無需預先訂好酒店入住。關於口服藥情況，當局已採購默沙東和輝瑞的口服藥，目前默沙東的藥物已抵澳，由於本澳近期的病例都是無症狀感染者，因此未有使用該藥物。而另一款將於2022年第3季到貨。至於mRNA兒童劑型疫苗預計於 5月中抵澳，但具體時間有可能因應航班安排等原因作出調整。而有關第2階段場所碼的設置及張貼工作正陸續進行中，包括議員辦事處、電訊業客服門巿、便利店等，期望能在5月31日或之前完成。至於菲律賓籍家務工作外國籍外僱豁免入境限制先導計劃共收到12份申請，其中8份已獲批，4份因不符合疫苗接種或聲明書要求而不獲批准。對於本地缺乏的外國籍教學人員、教育機構管理人員、以及外國籍大學生申請豁免入境限制的措施，至今共收到9宗（共9人）申請，仍在審批中。
5月19日，在應變協調中心例行記者會上，宣佈合共9,600劑的兒童mRNA疫苗已彗澳，合資格的5至11歲兒童可於5月23日上午10時開始預約，最快接種日期是5月24日，接種地點包括：仁伯爵綜合醫院血液樣本收集室、綜藝館社區疫苗接種站、青洲衛生中心、氹仔海洋衛生中心。另外由5月23日起，家務工作外僱豁免入境限制計劃將擴大至印尼籍外僱，申請條件和對象與之前一樣。為進一步滿足本澳市民對外僱的需求，衛生局將持續評估包括越南在內的其他國籍家務工作外僱的入境限制豁免。而菲律賓籍家務工作外僱申請豁免入境限制計劃執行至今，共收到20宗申請，其中8宗已獲批，另外8宗因未符合條件而被拒絕，正在審批的有4宗。至於接種第3劑疫苗的情況，目前本澳共有24.7萬多人已接種第三劑疫苗。據統計，到期接種第二針人士已有近96%接種；但到期接種第三針人士中僅有56.1%完成接種，仍有43.9%未接種。當局呼籲符合條件的人士應儘快接種第3劑疫苗，衛生局亦會向符合條件接種第3劑疫苗的人士發送手機短訊以作提醒。至於會否推行疫苗通行證及接種第4劑疫苗的問題，中心表示現時已有多項指引要求於特定情景下，出示疫苗接種或核酸檢測證明，如要求所有工作人員、參與學界比賽或文娛活動等在進行相關活動時須出示相關證明，故現階段未有考慮要求進入飲食場所時需要出示疫苗接種證明，但不排除未來會因應疫情變化而調整。另外，對於免疫力嚴重低下人士，經醫生評估，可接種第4劑疫苗。而一般人群是否需要接種第四針，目前全球的研究數據不多，當局會持續留意相關研究數據，再結合當前情況再作考慮。至於國內出現Omicron BA.2.12.1亞型病毒株輸入病例，中心表示在5月6日發現首例Omicron BA.2.12.1，到現在為止共發現2例，均來自美國。目前，本澳採用的試劑對Omicron BA.4和BA.5亞型的檢測仍然有效。 同日，應變協調中心宣佈由5月21日起所有乘坐外國來澳航班的人士須出示48小時內採樣的核酸陰性報告。
5月20日，應變協調中心宣佈推出"葡萄牙籍人士豁免入境限制計劃" ，自2022年5月27日起，如在入境前21日未曾到過中國內地、澳門特別行政區、香港特別行政區或葡萄牙以外地方（因轉乘交通工具而逗留的地方除外）的葡萄牙籍人士，可在遵守入境條件的前提下，無須獲得衛生當局的事先批准而入境澳門特別行政區。
5月21日凌晨，應變協調中心公佈衛生局於5月20日接到珠海市衛生部門通報，一名在珠海市核酸檢測結果疑似陽性的人士身處澳門。衛生局隨即聯絡該名在澳人士，經複查的單檢樣本結果為陰性。該名人士為33歲男性，內地居民，在澳門某工程船工作，持5月19日採樣核酸檢測陰性報告，並在昨（20）日早上在珠海市接受核酸檢測採樣並隨即經拱北口岸入境澳門。昨（20）日下午珠海市衛生部門通報其核酸檢測結果疑似陽性，海關按既定程序將該名人士送往仁伯爵綜合醫院特別急診採樣進行檢測，結果為陰性。同時，珠海市衛生部門對懷疑陽性樣本複檢結果亦為陰性，該名人士已解除隔離。
5月26日，新型冠狀病毒感染應變協調中心宣佈放寬澳門居民外籍配偶和未成年子女豁免入境限制，同時，教育及青年發展局學生廳廳長陳旭偉表示，100多名在上海的澳門學生將於6月1日乘坐非包機形式的特別航班回澳，抵澳后会将有关航班的乘客直接由机场停机坪接载至北安临时检疫站，不会进入澳门国际机场候机室；抵澳人士在抵达北安临时检疫站后，会进行一次核酸检测，并会根据其核检结果作安排，若阳性将送往高顶公共临床中心；阴性则会送往医观酒店作医学观察。
5月30日，新型冠狀病毒感染應變協調中心宣佈因應暑假在即，海外回澳居民增加，於6月2日起新增澳門喜來登大酒店作一般自選醫學觀察酒店，供由香港特別行政區來澳人士作醫學觀察，由5月31日中午12時起開放預訂。

## 2022年6月1日至17日
6月1日，珠澳聯防聯控工作組公佈，由6月2日0時起，所有由廣東省經珠澳口岸或水路入境人士須持採樣日後72小時內的核酸檢測陰性證明延長至7天。
6月2日，在應變協調中心記者會中，仁伯爵綜合醫院醫務主任戴華浩宣佈6月3日上午9時起4個常規病毒核酸檢測機構，將下調價格至每次55澳門元，參與是次價格下調的核酸檢測站包括：南粵的青茂口岸和橫琴口岸核檢站，國檢的綜藝館和北安客運碼頭核檢站，鏡湖醫院和科大醫院核檢站。其後工人球場核檢站按中心規定作出降價。至於醫觀酒店核檢價格方面，戴華浩表示，隔離酒店的核檢費用沒有下調，是基於到酒店採樣以及需單樣檢測等服務所需的人力物力較大，費用較高，故維持每次 250元，學生可減半的政策。至於新核檢機構會否提供價格更低廉的酒店核檢時，戴華浩稱，相信酒店核檢價格亦有下調空間，當局一直有就酒店核檢的調整，向目前的核檢機構以及將未的核檢機努力爭取向下調整的空間。至於新核檢機構情況方面，戴華涪表示爭取於該年6月底有新增核檢機構投入服務，局方已接受採樣牌照和檢測牌照申請。惟機構需時為場地檢測及檢測實驗室作準備，有信心相關機構提供的核檢價格較現時更加低廉。至於日本將澳門列為「黃組」地區，他指當局已去信日本領事館了解，但至目前仍未獲書面回覆。
6月6日，行政長官賀一誠出席完石排灣衛生中心揭幕式後見記者時表示，冀望可在暑假前向內地衛健委爭取落實「10+7」防疫措施，即讓入境本澳所有人士降至10天酒店隔離，隨後7天居家隔離，而且不排除再推「7+7」，但強調推行有關措施的前題，一定要在疫情緩和的情況下才何實施。對於網傳港澳將於8月1日恢復正常通關，特首指沒收到相關消息，需交由衛生部門和治安部門就通關與否作協調。對於當出現大規模疫情需進行網格化管控工作，被質疑限制市民出行，賀一誠指在網格內配有超級市場等生活場所，以保障居民在網格內有足夠的生活所需，防疫才是網格化的核心，並沒有涉及到人權問題。被問到澳門被日本列入屬中風險的「黃組」，賀一誠表示，日本政府希望其國民入境本澳時無須接受隔離等限制，但澳門現時無法做到。澳門政府現時對全世界所有人都「做不到」免隔離，若「咁樣開放比日本，先比我地去日本」是不公平的做法，到外地則要遵守當地的防疫制度。他續稱，雙方仍持續聯繫，希望日方理解，他又指，日方非以防疫好壞來訂定風險評級，而是「你開唔開放（開關）畀佢」。
6月9日，應變協調中心例行記招上，當局宣佈因疫苗接種率已達到一定水平，望廈體育中心大型社區疫苗接種站目前每日接種量不超過100人次，其他疫苗接種站亦有充足的預約額。為合理調配人力資源，6月13日（下周一）起關閉該接種點。已預約於6月13日或以後在該處接種疫苗的人士，將由鏡湖醫院另行通知接種時間及地點。至於會否推行10+7或7+7的措施，中心指暫在研究中，如有具體方案將儘快公佈。至於港澳免隔離通關進展方面，中港澳三地仍在不同層面上溝通，而港澳免隔離通關需要考慮當地疫情是否平穩，且需與內地措施一致，假如內地與香港可實施免隔離通關，澳門很大程度會同步，但前提是香港疫情平穩。至於重點工作人員定期核檢方面，當局指仍需繼續，並會因應防疫政策作出全面檢視，將儘早公布具體調整核檢頻率。中心同時宣佈放寬部分外僱及其家屬入境澳門限制，分別於6月13日0時起實施，另外兩類人士入境措施於6月17日起公佈詳情，6月24日起接受申請。
6月11日，應變協調中心宣佈由6月15日0時起縮短入境人士集中隔離醫學觀察日數至10天，對於由香港特別行政區、台灣地區或外國地區入境澳門特別行政區並符合一定條件之人士，將實施〝10+7〞（10天集中隔離醫學觀察及7天自我健康監測）的防疫措施。“10+7”措施包括入境前完成疫苗接種程序、在入境時及於集中隔離醫學觀察期間核酸檢測結果均為陰性、同意遵守相關防疫要求。符合條件的人士可在接受10天集中隔離醫學觀察後，即在入境後第11天（入境當日至翌日上午6時為第0天，之後每24小時為1天）離開醫學觀察酒店，進行7天自我健康監測。自我健康監測期間健康碼為〝綠碼〞，但須於入境後第11、12、14、16及第17天接受核酸檢測。若未按預定時間進行檢測，則健康碼將轉為〝黃碼〞，如超過預定時間24小時仍未進行檢測，則健康碼將轉為〝紅碼〞。由香港特別行政區、台灣地區或外國地區入境的人士，不可在入境後第14天的核酸檢測有陰性結果前，經澳門特別行政區前往中國內地。如未完成接種人士、健康原因未能接種人士，又或在入境或集中隔離人士核酸檢測陽性，則須接受至少14天集中隔離醫學觀察，核酸檢測結果呈陽性的人士，衛生局將根據具體情況處理有關個案。

## 2022年6月18日至8月5日
6月19日，由於澳门新增12例新冠病毒阳性患者，澳門於19日12时至6月21日12时进行全民核酸检测，19日起高等院校及非高等教育学校暂停所有教学活动，体育文化场所和公园等设施暫停開放。

## 2022年8月6日至8月31日
8月6日
- 澳門疫情即將進入常態化階段，應變協調中心宣佈疫情新聞發佈會改為每周一、四下午5時舉行。[42]
- 應變協調中心宣佈澳門恆常核酸檢測站數目已增加，各核酸檢測站輪候時間大幅縮短，故從8月8日起“抗疫專頁”及澳門廣播電視股份有限公司轄下3條電視頻道澳視澳門、澳視葡文及澳門資訊停止公佈各核酸檢測站的實時輪候人數資料，但相關措施後來因開展多輪重點區域檢測需延後。[43]

8月7日
- 因應珠海在當天上午通報一例核酸陽性個案近日有往返澳珠兩地，雖然該案例於8月4日前在澳的十數次核酸均為陰性，但不排除其在本澳居住及工作地點所在區域有傳播風險。為此，針對其工作地點所在區域，開展重點區域核酸檢測，以排除可能潛伏於社區感染者。對氹仔中央公園和氹仔馬場一帶的重點區域人員須於8月7日下午3時30分至晚上12時，進行一次核酸檢測，而已參與重點人群核酸檢測則不須重複進行核檢。[44]
- 應變協調中心召開特別記者會公佈8月7日珠海陽性患者最新情況，同時要求8月7日和8日全部在洶人士進行快速抗原檢測，至於重點工作人群定期核酸檢測的安排維持8月8日起實施，設有一周緩衝期。至於相關流行病學調查方面，共跟進34人，分別為8月7日通報的陽性個案患者，及共跟進33人，包括：密切接觸者9人、非核心密切接觸者（共同軌跡人士）19人、次密切接觸者5人。這位陽性個案於澳門的同住人共有8人，6人於澳門居住及2人於內地居住，其6名同住人核酸檢測結果均為陰性。[45]

8月8日
在應變協調中心新聞發佈會上，衛生局疾病預防及控制中心傳染病防控處處長梁亦好指，因應珠海8月7日出現1例陽性個案，截至8月8日下午3時，通過流行病學調查共跟進 142 人，除該名陽性人士外，還包括：密切接觸者11人、非核心密切接觸者（共同軌跡人士）81人、次密切接觸者40人，已排除個案9人。《重點工作人群定期檢測指引》已上傳至抗疫專頁。另就重點工作人群於放長假期間是否仍要遵從定期檢測，她表示，根據《本地疫情防控常態化期間各類場所減少傳播風險的措施》，重點工作人群在不超過3天的休假期間，不可中斷其核酸檢測；但若其休假超過3天，便可中斷核酸檢測，具體監督由其公司及主管部門執行。就記者關注珠海陽性病例的感染源頭時，她表示，珠海把該個案判斷為輸入性個案，是由於該名人士是由澳門前往內地，目前兩地沒有發現更多相關聯的個案，故仍需更多資料以便就感染源頭作科學分析，暫時未能確定是屬於輸入或輸出個案，因感染的源頭未明。而就港澳通關的問題，她表示，澳門與香港之間的通關一直沒有停止，目前，身處澳門的人士經特定申請後，入境香港時可獲豁免相關隔離檢疫措施。而身處香港的人士入境澳門，只須遵從現行7天集中隔離醫學觀察（由入境翌日起計7天）及3天自我健康管理（健康碼轉為黃碼）措施，便可進入本澳。港澳兩地衛生部門每天會持續就疫情最新資訊進行訊息交換及溝通等工作，而內地、香港及澳門三地之間的通關原則，是根據疫情相近原則，澳門會保持與內地一致的檢疫措施。倘若內地推出與香港豁免隔離醫學觀察的通關措施，澳門亦會考慮跟隨相同的豁免措施。
8月9日
- 應變協調中心新增保利達花園一帶和繼續在關閘口岸一帶開展重點區域核酸檢測措施。[47]
- 因三號風球生效，18個戶外核酸檢測站暫停開放。[48]

8月10日
- 因新增1例輸入性核酸檢測陽性個案，由於港澳船的船員有一定社區傳播風險，且不排除內港貨運碼頭一帶的人士有潛在的感染者，為進一步評估新冠病毒在本澳社區內傳播的風險，針對其曾居住地附近及經常出入的重點區域居住或工作的人士，包括司打口和下環一帶，開展重點區域核酸檢測。3天內須進行2次核酸檢測，每次核酸檢測須相隔至少24小時，當天已參與其他類別的核酸檢測則不須重複進行核檢。[49]

8月11日
衛生局疾病預防及控制中心健康促進處代處長黃穎雯回應是否對港澳貨運船員回復閉環管理，她表示，按豁免來往香港貨運船員閉環管理的防疫規定，相關人員在香港碼頭不能登岸，不能接觸香港人員。至於日前確診的船員是否違反了規定，司警正在調查中。經初步篩查，所有密切接觸者的核檢均呈陰性，初步評估傳播風險不高，但仍需根據重點區域核檢結果作進一步評估。就珠海8月10日通報的1宗澳門輸入確診病例，為早前在珠海確診陽性的本澳男外僱的妻子，在醫學觀察期間發現，屬管控中病例。兩夫婦的活動軌跡相近，其妻子的工作地點為關閘 1間美妝店，衛生局於早前已追蹤及管控他們在澳的密切接觸者，同時已針對 2人的住所、工作地點及逗留時間較長的重點區域開展幾輪核酸檢測排查，全部結果均呈陰性，基本上可排除 2人會引起本澳社區傳播的風險。她又稱，該名男外僱的病毒基因排序測試為 Omicron BA.5.2，與今年6、7月份本澳疫情的病毒株不同。核檢站設置問題，她表示，現時全澳共有33個室內核檢站，分佈廣泛，每天核酸檢測採樣量可達 20萬人次，為更便利居民，已增設戶外核檢站作補充，當局將持續優化核檢站的設置。
8月12日
- 應變協調中心宣佈新增一例管控中發現的輸入性核酸陽性個案，為港澳貨船船員，為8月10日確診船員的同行密切接觸者，8月10日早上已被管控，8月7至9日期間均上班。8月4至10日每日核酸均為陰性，8月11日傍晚進行核酸檢測，於今日凌晨確認其檢測結果呈陽性，初步判斷為輸入性感染個案。[51]
- 新增沙梨頭海邊街平安閣列為紅碼區。[52]
- 沙梨頭海邊街附近一帶於8月13日至15日開展重點區域“3天2檢”核酸檢測。為便利居民參與檢測，將於上述區域範圍內停泊多部流動檢測車，居民亦可選擇附近的核檢站參與檢測。[53]

8月18日
在應變協調中心疫情記者會上，教育及青年發展局副局長黃嘉祺公佈2022/23學年開學防疫措施安排，要求高等院校及非高等教育學校的學生及教職員必須在開學日前提早返回常居地（澳門、珠海或中山）和開學當日持72小時內核酸檢測陰性結果證明。其中有關高等院校及非高等教育學校的學生及教職員必須在開學日前10日返回常居地，其計算方法是倘學校於9月1日開學，學生和教職員須在8月22日當天內或之前返回常居地（澳門、珠海或中山）。而有關開學日當日須持有72小時內核酸檢測陰性結果證明，其計算方法是倘學校於9月1日開學，學生和教職員可開學前3日，即8月31日、30日和29日任一天進行一次免費核酸檢測即可滿足有關規定；如此類推。為便利相關核酸檢測的安排，教青局正向全澳學校收集學生和教職員名單，相關部門會為其開設核酸檢測專用連結，教青局亦會聯絡學校錯峰安排師生的檢測日期，學生和教職員可按各學校開學日前三天內（72小時內）預約免費核酸檢測，檢測結果不可用於通關。
就有關重點工作人群方面的問題，衛生局疾病預防及控制中心健康促進處代處長黃穎雯表示，當局已發出《重點工作人群新型冠狀病毒定期檢測指引》並上載到抗疫專頁，相關指引說明了重點工作人群的分類，重點工作人群的具體定義則由主管部門制定。並明確通知相關核檢不可以作為上班前的必要條件，只需確保重點工作人群有按照當局要求的頻次進行檢測便可。就金寶來酒店閉環人員感染事件方面，當局已採取防範性措施，至今未發現再有其他員工受到感染。但強調專門醫觀酒店感染風險較高，衛生局早已就此制訂一系列的指引，並要求監管機構和酒店管理實體落實執行，當局已通知旅遊局並要求酒店員工加強落實執行各項防疫措施，以及要求相關的工作員工加密至每日1檢。至於港澳貨船船員群組方面，目前感染的3人情況穩定，自首例個案發現後，另外兩例個案均在管控中發現，之後沒有再發現其他接觸者受感染。她又表示，當局已針對3人的住所、工作地點及逗留時間較長的地方，進行了數輪重點區域核檢排查，結果均為陰性，因此，基本排除社區傳播的風險。
8月19日
8月25日
在應變協調中心記者會上，就記者關注到重點工作人群的防疫安排，衛生局疾病預防及控制中心傳染病防控處處長梁亦好表示，按照國務院《新型冠狀病毒肺炎防控方案（第9版）》的要求，當一個地區仍然存在出現新冠病毒感染個案的風險，重點工作人群的定期檢測是非常重要的，是常態化抗疫工作中重要的一環。應變協調中心會根據風險持續評估和動態調整重點工作人群的種類和他們的核酸檢測頻率。而在內地檢測的結果，只要能在澳門健康碼內顯示結果，亦可作為重點工作人群的核酸檢測，毋須在澳門再作檢測。她再次強調，重點工作人群的核酸檢測安排，並不是相關人群上班的必要條件。就記者問及入境人士的檢疫流程是否能進一步優化時，她表示，當局明白暑假期間從外國、台灣地區或香港回澳的人士增多，這些人士期望能於抵澳後縮短等候核檢結果的時間，前往醫學觀察酒店休息，為此已積極優化相關流程，並已將位於北安碼頭的臨時檢疫站移至機場內，將原來的等候時間由約10小時優化至平均約4至6小時。另就記者分別關注香港學生來澳進行隔離事宜及由港來澳的金巴的乘車安排， 她表示，目前特區政府正與香港教育部門保持緊密聯繫，暫未有具體人數。

## 2022年9月
9月1日
在新型冠狀病毒感染應變協調中心記者會上，疫苗接種方面，已接種至少1劑人數623,502人，其中僅接種第1劑有26,665人，已接種第2劑有290,760人，已接種第3劑有295,939人，已接種第4劑有10,138人。就記者問及9月1日起調整持外國護照入境人士的防疫措施原則，旅遊局公共關係處處長藍同好指相關調整是鑑於過去兩年多以來受疫情影響，經濟和旅遊業受到打擊，且部份外籍人士因航班限制而滯留澳門，對社會造成一定程度的影響。首階段先批准經濟條件較好的41個國家，同時考慮此41國的護照持有人在香港可逗留時間較長，相關人士可經香港前往其他國家或地區，減少因航班限制而滯留澳門所造成的影響。至於是否擴大疫苗接種對象，衛生局指提供的疫苗接種對象仍維持為澳門居民、外地僱員身份認別證持有者、依法逗留在澳門就讀的學生、在囚人士、其他依法獲許可在澳門特別行政區逗留的非本澳居民。至於常規核酸檢測費用由當天起下調至每次45澳門元，當局會繼續與各檢測機構保持溝通，以期能再進一步下調相關的檢測價格。
9月8日
- 在新型冠狀病毒感染應變協調中心例行新聞發佈會上，有記者問及澳門6‧18疫情的開支，衛生局傳染病防控處處長梁亦好回應時表示，當局在全民核檢、快測、口罩花費約6億元，至於其餘如隔離酒店等費用，仍然欠奉[58]。
- 就港澳免隔離通關方面，梁亦好回應稱，香港現時每日有約一萬宗確診病例，顯示病毒在社區傳播，現階段未具備免隔離通關的條件[58]。

- 教育及青年發展局公佈2022/2023學年的學界比賽防疫措施，規定所有參加者於首場比賽前作一次48小時內核酸檢測，有關費用由政府承擔；未完成接種或未曾接種疫苗人士在參加後續的每場比賽前須自費作48小時內核酸檢測[59]。對於相關爭議引起“迫針”存疑，教青局非高等教育廳廳長張子軒在記者會上回應時表示，措施是希望以最大的力度保障所有參賽學生的身心安全[60]。

其他方面，對於香港錄得首宗猴痘輸入個案，梁亦好表示衛生當局已於6月舉辦前線醫護人員講解會，以提高醫護人員對猴痘的認識，並於7月把猴痘納入《傳染病防治法》附件第二類疾病清單中，列為強制申報的疾病。同時，當局正積極聯絡猴痘疫苗的生產商，跟進疫苗採購工作。她強調，根據世界衛生組織的資料，猴痘疫苗不需為居民作廣泛接種，而是建議高風險或在暴露後的人群接種疫苗，例如與猴痘病例有密切接觸的人士及醫護人員等。兒童疫苗採購方面，澳門目前已提供為5至11歲兒童使用的mRNA疫苗，當局現時正採購6個月至5歲以下兒童使用的mRNA疫苗，正與供應商商討採購細節，整體進展順利，期望可儘快引入。
9月9日
9月9日晚上，就網傳澳門科技大學有核酸檢測陽性報告，新型冠狀病毒感染應變協調中心表示，衛生局於當晚收到2管核酸檢測10混1樣本初步檢測弱陽性的報告，隨即按照程序將20名人士單獨採樣檢測，結果均為陰性，已排除感染的可能性。
9月10日
在新型冠狀病毒感染應變協調中心記者會上，有記者關注到康復者須接受單樣檢測的安排及其費用的問題，衛生局疾病預防及控制中心健康促進處代處長黃穎雯指出，感染者解除隔離後，有一段較長時間會出現復陽，若接受 10混 1檢測，很大機會出現陽性，屆時須按機制作單様檢測，將對同管其他受檢者會帶來極大不便，亦可能引起社會恐慌。就記者關注日前通報2管混樣樣本陽性的情況，衛生局於9月9日晚上接獲通報2管10混1樣本核酸檢測結果呈弱陽性，隨即啟動有關覆檢機制，聯絡所有涉及人士，並由消防局派車接送載往仁伯爵綜合醫院進行快速抗原檢測和單樣核酸檢測。其中，第1管陽性樣本的10位人士為剛完成醫學觀察並處於自我健康管理期（黃碼）的人士，有香港特別行政區及台灣地區等地的旅居史；而第2管陽性樣本涉及的為一般人士，其中1人為近日由台灣地區來澳人士，剛完成醫學觀察並處於自我健康監測期（綠碼）人士。該20名人士經單獨採樣檢測的結果均為陰性，排除受感染的可能性。對於當天珠海衛生部門通報，一名茂名新冠陽性病例的同行密切接觸者已在珠海被管控，有消息會公佈。對於傳出台灣指有來自澳門的輸入病例，問及當局是否屬實？衛生局健康促進處代處長黃穎雯稱，暫未有收到相關消息。
9月22日
- 新型冠狀病毒感染應變協調中心新聞發佈會上，當局指沒考慮取消醫觀措施，指取消醫觀將違防疫方針，但會研究能否縮減醫觀時間。至於國慶黃金周有否進一步寬關措施，治安警行動及通訊處長馬超雄回應稱，暫無新措施，倘有會適時公佈。至於港澳通關安排方面，目前由香港經大橋澳門口岸入境澳門毋須再核檢可直接入住醫觀酒店，省卻在口岸等待核檢結果的時間。旅遊局和衛生局各提醒國慶外遊小心防疫，做好一切的防疫措施。對於澳門航空恢復澳門往返河內及東京的國際航線，會否增加本澳風險？梁亦好稱，只要做好入境檢疫措施以及醫觀酒店閉環管理，原則上不會增加社區風險。兩條國際航線恢復後本澳醫觀酒店數量是否足夠？劉鳳池表示，倘航班和入境人數增加，當局會密切留意醫觀酒店的供應量，相應調整[66]。
- 被問到兒童疫苗的採購進度，衛生局傳染病防控處處長梁亦好稱，六個月至五歲以下兒童mRNA疫苗，較大機會可在10月或11月供貨，當局正在積極與供應商進行洽商疫苗供澳的安排，並跟進其採購的程序，一旦到貨將立即安排市民接種。另外，當局亦正積極聯絡猴痘疫苗的生產商，跟進疫苗採購工作，並將制定有關疫苗接種對象的指引[67]。
- 港澳貨船船員防疫措施升級，衛生局傳染病防控處處長梁亦好表示對於相關船員須維持3天「黃碼」的措施，措施是為避免貨船工作人員與香港人員、貨品接觸，盡量減少感染風險，又指明白措施對他們的生活帶來一定影響，故船員休息期間會解除「黃碼」，轉為「綠碼」。她續稱，由於早前有船員受感染，故當局重新審視整個防疫環節，力求有人感染後，對社區風險降至最低，另亦有考慮平衡船員的生活需要，按道理他們曾到香港並入境澳門是需要醫觀，但屬於澳門生活必需的工作獲豁免，惟仍須有措施減少對社區的風險[68]。

9月24日
- 行政長官賀一誠表示，澳門防疫政策必須與內地保持一致，維持“7+3”，才能得到內地於10月至11月期間將恢復赴澳旅行團及電子簽注，強調一定是在遵守當前的防疫規則下開展有關工作。賀一誠指出，現階段內地是本澳最重要客源，因此向中央提出恢復赴澳旅行團及電子簽注的請求。對於香港即將實行“0+3”，賀一誠稱，每一地區按照自身需求決定，他不作評論，又稱本澳對香港的隔離措施暫無改變，即維持“7+3”，否則會影響澳門赴內地的措施，澳門現時沒有條件作任何改變[69][70]。

## 2022年10月1日至25日
10月1日
- 行政長官賀一誠被問及珠澳通關核檢有效期會否放寬？他指一直在爭取放寬至七十二小時，但強調也需要體諒珠海方面的壓力，特別是國慶黃金周有很多人流，珠海亦較嚴謹，一旦爭取到延長便會公佈[71]。港澳通關放寬問題方面，行政長官賀一誠稱，澳門往香港已沒有隔離及配額制度，但香港往澳門則因為澳門需與內地保持免隔離通關，無法免隔離，希望內地放寬現行的“7+3”政策後，澳門亦會與香港同步[72]。
- 社會文化司司長歐陽瑜表示，特區政府將公布本輪疫情防控總結報告和優化疫情應急預案。她表示，9月30日已經收到衛生局提交的總結報告，以及有關修訂應對大規模新冠肺炎疫情應急處置預案第二版，由於當中涉及多個部門總部自身應對疫情的問題和優化建議等，需時總結、定稿、撰要，希望在10月內公布。被問到本輪疫情應對措施和政府早前公布應急預案有出入。歐陽瑜稱，本輪疫情病毒株為BA.5，傳播力強和潛伏期短，在早前的預案中沒有想到，但在應對的措施上，政府已根據病毒的特性、動態調整預案措施，一些如全民核檢、“相對靜止”等措施在預案中預見的情況都有用上，未來會再優化預案更多應對倘再出現的疫情[73]。
- 幼童mRNA疫苗及猴痘疫苗方面，社會文化司司長歐陽瑜表示，正採購6個月至4歲嬰幼兒mRNA疫苗，希望年內抵澳後即時開展接種。被問到預計接種數量？歐陽瑜表示會盡量推動，現時3歲以上的小朋友接種疫苗頗為踴躍，3至12歲兒童接種率超過75%，認為家長亦樂意讓6個月以上的小朋友接種。猴痘疫苗方面，本澳有與供應商磋商，希望今年內抵澳，供有需要人士接種。接種指引方面，衛生局一直與業界跟進，開展接種時會做好宣傳及對外公佈。她又提到，本澳與內地一直有疫苗互認，至於放入健康碼的問題，如要放入健康碼在技術上完全無問題，只是現時疫苗沒有作為出入境或內地出入場所的必要條件，故沒有放入廣東省健康碼內，如有需要亦可以做到[74]。

10月8日
- 珠海市新增管控區實施臨時管控措施，教育及青年發展局通知高等院校及非高等教育學校現居住在珠海市南屏鎮華發新城二、三期（壽豐路、屏東路、前河西路、前河南路圍合區域）的教職員及學生，自10月8日（星期六）起暫停回校面授，直至有關臨時管控區措施解除，學校對有關學生評核作彈性處理並安排在家學習[75]。
- 新型冠狀病毒感染應變協調中心宣佈，因應疫情變化，衛生局根據第2/2004號法律《傳染病防治法》第10條和第14條的規定，自2022年10月8日下午1時起，曾到珠海市香洲區指定地點人士需接受醫學觀察，已入境人士其健康碼將變為黃碼及須接受自我健康管理直至離開當地翌日起計第7天，立即接受一次及按離開相關風險區翌日起計第1、2、4、7天的時序接受核酸檢測，直至離開相關風險區翌日起計第7天的防疫措施[76]。
- 社會工作局宣佈，所有現居於珠海市南屏鎮華發新城二、三期（壽豐路、屏東路、前河西路、前河南路圍合區域）的社會服務設施使用者及員工，暫停返回所屬設施，直至上述臨時管控區措施解除。並呼籲所有社會服務設施的使用者及員工避免前往珠海市南屏鎮一帶，尤其跨境人員應以“兩點一線”的方式往返家居與設施，減少不必要的外出，採取適當的個人防護措施，並密切留意有關疫情的發展情況[77]。
- 珠海市疫情防控指揮部發布通告，珠澳口岸通關場所限次通行措施暫定再延長至10月31日晚上12時[78]；教育及青年發展局其後宣佈若自廣東省以外地區或從深圳市返回澳門者，所有本澳高等教育及非高等教育的教職員及學生亦進行上述措施[79]。

10月9日
- 行政公職局向各公共部門發指引，要求即日起至10月31日，公務人員自廣東省以外地區及自深圳市返回澳門，須自返澳當天起計，三日內進行兩次新冠病毒核酸檢測；社會工作局亦公佈所有社會服務設施的人員應嚴格遵守上述措施[80]。

10月15日
- 放寬由香港、台灣及外國入境人士的健康管理措施。[81]

## 2022年11月7日起
11月11日
- 國務院聯防聯控機制公佈入境隔離期調整為5+3（即5天集中隔離+3天居家隔離），澳門特區政府亦同步調整，相關措施自翌日（11月12日）起實施，相關人士入境澳門後，在醫觀酒店接受5天集中隔離，在入境翌日起計的第1至4天每天均須核檢，結果為陰性者，第5天核酸採樣後可以離開醫觀酒店；開始為期3天的居家隔離，期間健康碼為「 紅碼；離開醫觀酒店翌日起，連續3日需到就近核檢站接受核酸檢測，第3日結果為陰性後則轉為綠碼，屆時可外出正常活動，當局稍後會公佈13個可供選擇的站點。交通方面，相關人士可自駕車，乘搭私家車、的士來往醫觀酒店，居住地點和核酸站。相關指引會作出修改，出租車司機可以接載這類型紅碼乘客，但拒絕接載不會構成拒載[82]。

11月14日
- 因珠海市拱北口岸地下商場出現多宗陽性病例，為排除可能潛伏於社區內的感染者，減少病毒在社區內傳播的風險，應變協調中心呼籲所有在澳人士若於11月11至13日期間曾到過拱北口岸地下商場人士（包括從拱北口岸入境後由扶手電梯進入拱北地下商場負一及負二層的範圍）進行 “3天3檢”。有關人士須主動如實申報，並由申報日起即日連續3天進行核酸檢測（即每天1次，合共3次），每次須相隔至少12小時，若當天已參與其他類別的核酸檢測（包括在珠海進行的核檢）不須重複進行核檢[83]。
- 因應新增一例拱北口岸地下商場相關個案及一宗海外返澳人士傳染的輸入關聯個案，應變協調中心對風順堂街18C號成熙閣第2座和雅廉訪大馬路28-28B號保寧閣列為紅碼區[84][85]。
- 在應變協調中心新聞發佈會上，衛生局局長羅奕龍公佈當天兩例新增的社會面陽性個案詳情。對於是否需要進行全民核檢， 他表示，目前兩宗個案有明確感染源頭和傳播鏈，故暫未計劃開展全民核檢。他補充，目前判斷疫情對大型活動不構成影響，並會與相關部門密切溝通，若有任何變化會適時作出調整和公佈[86]。

11月15日
- 四季名薈和兩個紅碼區所有人員第一次核酸檢測結果皆陰性[87][88]

11月16日
- 凌晨0時起，為保持措施的一致性，以及降低對居民生活帶來的不便，具有風險行程人士的澳門健康碼會維持綠碼，但仍須按要求進行2次核酸檢測，若未按要求“三天兩檢”和未完成核檢則會被轉為黃碼[89]。
- 因一名往返珠澳兩地居於中山市坦洲鎮外判保安核酸檢測複查陽性，為配合清潔消毒工作，土地工務局於當天上午暫停開放[90]。
- 應變協調中心發佈新聞稿，因應近日珠澳兩地出現與拱北口岸地下商場關聯個案，同時，珠海市斗門鎮亦出現疫情，珠海市存在傳播鏈；故此，呼籲居民出入珠海市做好個人防護措施，佩戴KN95口罩，不去人多的場所，不要參加聚集性活動，出行時應點對點[91]。

## 外部連結
- 澳門特別行政區政府新型冠狀病毒感染應變協調中心疫情專頁（页面存档备份，存于） - 疾病預防控制中心 (澳門) []
- 澳門特別行政區政府新型冠狀病毒感染應變協調中心疫情專頁 （页面存档备份，存于）